# Gahnia australis
Gahnia australis är en halvgräsart som först beskrevs av Christian Gottfried Daniel Nees von Esenbeck, och fick sitt nu gällande namn av Karen Louise Wilson. Gahnia australis ingår i släktet Gahnia och familjen halvgräs. Inga underarter finns listade i Catalogue of Life.